# Enrique Brinkmann
Enrique Brinkmann Parareda (Málaga, 9 de octubre de 1938), es un pintor español y senador durante la Legislatura Constituyente por el grupo Senado Democrático.
De formación artística autodidacta, realizó su primera exposición en 1957 en su ciudad natal. Cuatro años más tarde abandona España y reside en Colonia, Berlín y Roma, lugares en los que aprende grabado. A su regreso en 1967 desarrolla su obra tanto en pintura como en grabado y dibujo, y da clases en la Casa de la Moneda de Madrid.
Su obra forma parte de relevantes instituciones y museos como el MOMA de New York. Ha participado en Bienales como la X Sao Paulo Biennial, la III Beijing International Art Biennale entre otras.
Ha realizado exposiciones individuales en países como Alemania, Bélgica, Suiza, Italia y Estados Unidos, además de España. 
Al comienzo de nueva década, en enero del año 2020, realiza una exposición individual con obra reciente titulada Archivos cromáticos, en la Galería Freijo de Madrid.
En 2006 le fue concedida la Medalla de oro de la provincia de Málaga.